# Louvigny (Mosella)
Louvigny è un comune francese di 804 abitanti situato nel dipartimento della Mosella nella regione del Grand Est.

## Società

### Evoluzione demografica
Abitanti censiti